# Buxheimer Orgelbuch
Le Buxheimer Orgelbuch est un manuscrit en tablatures du XVe siècle, contenant des pièces originales ou des transcriptions pour orgue.

## Description
Le Buxheimer Orgelbuch était le livre d'orgue de la chartreuse de Buxheim en Souabe, où il a été conservé jusqu'en 1883. Constitué entre 1450-1470, il totalise 256 œuvres. Après le folio 124, il s'avère que pas moins de sept mains ont participé à son élaboration.

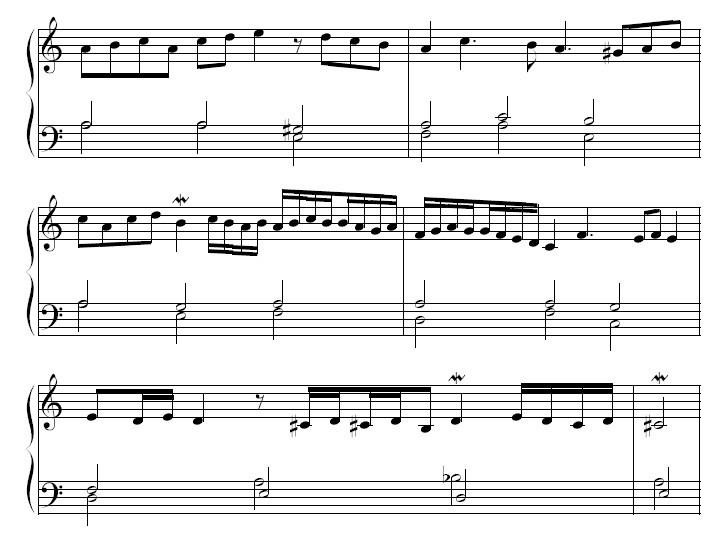
Un extrait du no 242.

Le recueil contient motets, psaumes, chansons ou préludes qui se succèdent sans ordre apparent. Bien que les pièces soient majoritairement anonymes, s'y trouvent cependant des chansons françaises et anglaises de Paumgartner, Guillaume Dufay, Gilles Binchois, Johannes Ciconia, John Dunstable, Walter Frye, Robert Morton ou Conrad Paumann (Nuremberg, v.1409-15 ; † Munich, 1473). Ce dernier est le Magistri Conradi Paumann caeci, organiste à la cour de Bavière à Munich, aveugle de naissance et réputé pour ses improvisations et qui a transcrit, sans doute par l'intermédiaire de ses pupilles, des pièces provenant de la région anglo-bourguignonne.
L'essentiel du corpus est à trois voix, notées en tablature d'orgue de type allemand ; c'est-à-dire que la mélodie y est notée sur une portée, quant aux autres voix, elles le sont sous forme de lettres et de signes indiquant le rythme ou l'octave.
Dans le Buxheimer Orgelbuch figurent des Redeuntes, compositions fondées sur une note unique et inspirées par le son des cloches. L'expression campanis pulsantibus et organis ludentibus se retrouve dans de nombreux écrits au Moyen Âge et à la Renaissance.
Le recueil contient également une méthode d'orgue Fundamentum organisandi, de Paumann, destinée à apprendre l'improvisation.
Le manuscrit est conservé à Munich, Bayerische Staatsbibliothek, Cim. 352b / Mus.Ms.3725.

## Contenu
Tableau organisé par six ordres : n° du manuscrit, titre, compositeur original, folio, ambitus, transcription.
| n°      | titre | compositeur             | folio                                                                 | ambitus       | transcription                             |
| ------- | --- | ----------------------- | --------------------------------------------------------------------- | ------------- | ----------------------------------------- |
| 1       | Jhesu bone | anonyme                 | 1r                                                                    | c-f²          |                                           |
| 2       | O florens rosa, mater Christi | anonyme                 |                                                                       | c-f²          |                                           |
| 3       | Damadame (De ma dame) | Johannes Puyllois       | 1v                                                                    | c-f²          |                                           |
| 4       | W.J.b.d.d.V. (Wann ich betracht die vasenacht) | anonyme                 |                                                                       | c-f²          |                                           |
| 5       | Mir ist zerstört (Mir ist tzustort) | anonyme                 | 2r                                                                    | A-c²          | RE                                        |
| 6       | Min Liebste zart (Min lieby zart) | anonyme                 |                                                                       | c-d²          |                                           |
| 7       | Gedenck daran du werdes ein (Gedenck dar an du werdess) | anonyme                 | 2v                                                                    | c-d²          | RE                                        |
| 8       | In wunnigklichem schertzen (Bey wunniklichem schertzen) | anonyme                 |                                                                       | c-c²          |                                           |
| 9       | Min fröud stet vngemessen | anonyme                 | 3r                                                                    | c-c²          |                                           |
| 10      | Ach guter gessel was zichstu mich | anonyme                 |                                                                       | c-c²          |                                           |
| 11      | Leuserviteur (Le serviteur) | Guillaume Dufay         | 3v                                                                    | c-c²          |                                           |
| 12-13   | Möcht ich din begern (Mocht ich din wegern) | anonyme                 | 4r                                                                    | c/d-d²        | RE (12-13), ME (13)                       |
| 14-15   | Wollhin laß vögelin sorgen | anonyme                 | 4v                                                                    | c-f²/d²       |                                           |
| 16-18   | Jeloymors (Je loe amours) | Gilles Binchois         | 5v                                                                    | c-f²/f²/e²    | BT (16)                                   |
| 19-20   | Ein fröuwlin edel von natuer (Ein vrouleen edel von naturen) | anonyme                 | 9r                                                                    | c-c²/d²       | RE (19-20), ME (19)                       |
| 21      | Min trutt geselle etc. (Mein traut geselle) | anonyme                 | 9v                                                                    | c-d²          | RE, ME                                    |
| 22      | Frow, myn willen nym in güt | anonyme                 | 10r                                                                   | c-d²          |                                           |
| 23      | Der Sumer etc. (Der Summer) | anonyme                 |                                                                       | c-c²          | RE, AB2                                   |
| 24      | Magnificat octaui toni etc. | anonyme                 |                                                                       | c-g¹          |                                           |
| 25      | Min hertz das hätt sich ser gefröwet | Paumgartner             | 10v                                                                   | c-c²          | AB2                                       |
| 26      | O werder trost etc. | anonyme                 |                                                                       | c-c²          |                                           |
| 27-29   | Leucht leucht wuniglicher | anonyme                 | 11r                                                                   | d-f², c-c²/d² | RE                                        |
| 30-31   | Parleregart (Par le regard) | Guillaume Dufay         | 11v                                                                   | d/c-e²        |                                           |
| 32-34   | Der winter will hin wichen etc. | anonyme                 | 12r                                                                   | c-e²          | RE (32-34), ME (32)                       |
| 35      | Gaudeamus | anonyme                 | 13r                                                                   | c-f²          |                                           |
| 36      | Rorate celi desuper et nubes pluant | anonyme                 | 14v                                                                   | c-e²          | ME                                        |
| 37      | Vil lieber zit uff diser erde (Une foys avant que morir) | Johann Gotz             | 15v                                                                   | c-f²          |                                           |
| 38      | Con lacrime M.C.C. (Con lagreme) | Johannes Ciconia        | 16r                                                                   | c-f²          | KM, ME                                    |
| 39      | O Rosa bella | John Dunstable          | 17r                                                                   | c-c²          | KM                                        |
| 40      | Sub tuam protectionem (motet) | John Dunstable          | 17v                                                                   | c-c²          |                                           |
| 41      | Benedicite [sequitur] (Allmächtig Got herr Jhesu Christ) | Mönch von Salzburg      | 18v                                                                   | c-f²          |                                           |
| 42      | Min freüd mocht sich wol meren | anonyme                 | 20v                                                                   | c-b♭¹         | RE                                        |
| 43      | Portigaler | Guillaume Dufay         | 21r                                                                   | c-e♭²         | RE, BT, KM                                |
| 44      | Surtontes (Sur toutes fleurs la non pareille) | Johannes Puyllois       | 22r                                                                   | c-b¹          |                                           |
| 45      | Christ ist erstanden | anonyme                 |                                                                       | c-f²          | AB1                                       |
| 46      | Christus surrexit | Johannes Brassart       | 22v                                                                   | c-d²          | AB1, ME                                   |
| 47      | Magnificat primi toni cum differencia | anonyme                 |                                                                       | c-f²          | ME                                        |
| 48      | Ellend | anonyme                 | 23r                                                                   | c-f²          |                                           |
| 49      | Ellend and Jamer [Sequitur adhuc semel] | anonyme                 | 24r                                                                   | c-f²          |                                           |
| 50      | Ellend ist gemeyn | anonyme                 | 25r                                                                   | c-d²          |                                           |
| 51-52   | Vil lieber zit (Une foys avant que morir) | Johann Götz             | 25v                                                                   | c-f²/c²       | BT (51), RE, AB2 (52)                     |
| 53      | Praeambulum super G | anonyme                 | 26v                                                                   | d-f²          | RE                                        |
| 54      | Longus tenor | anonyme                 | 27r                                                                   | c-f²          | BT                                        |
| 55      | Longus tenor quartum notarum [Sequitur adhuc semel] | anonyme                 | 28r                                                                   | c-f²          | BT                                        |
| 56      | Collinit 3m notarum | Collinet de Lannoy      | 29v                                                                   | c-f²          | BT, ME                                    |
| 57      | Collinit 4m notarum [Sequitur adhuc semel] | Collinet de Lannoy      | 30v                                                                   | c-f²          | BT                                        |
| 58      | Praeambulum super f | anonyme                 | 32r                                                                   | c-f²          | RE                                        |
| 59-60   | Dulongesux (Deuil angoisseux) | Gilles Binchois         | 32v                                                                   | c-f²          | ME (60)                                   |
| 61      | Puisque mammor (Puisque m'amour) | John Dunstable          | 33v                                                                   | c-c²          | AB2                                       |
| 62      | Mombin Imparfay (Mon bien imparfait) | anonyme                 | 34r                                                                   | c-f²          |                                           |
| 63      | Thun Jors (To iours) | anonyme                 | 34v                                                                   | c-a¹          |                                           |
| 64      | Kem mir ein trost | anonyme                 |                                                                       | c-f²          | RE                                        |
| 65      | Züm nuwen Jare sy dirt gesagt | anonyme                 | 35v                                                                   | c-f²          |                                           |
| 66      | Begib mich nit myn höhster hort richt | anonyme                 | 36r                                                                   | c-d²          |                                           |
| 67      | Min Hertz In hohen fröuden | Georg de Putenheim      |                                                                       | c-d²          | RE                                        |
| 68-70   | Benedicite (Allmächtig Got herr Jhesu Christ) | Mönch von Salzburg      | 37r                                                                   | c-f²/e²/e²    | RE, AB1, ME (68)                          |
| 71      | Amen [Sequitur] | anonyme                 | 39v                                                                   | c-e²          |                                           |
| 72-73   | Salue Regina Misericordie | anonyme                 | 40r                                                                   | c-e²/d²       | AB1 (72), ME (73)                         |
| 74      | Maria tusolacium (Amen ultimo cantamus) | Paumgartner             | 43v                                                                   | c-d²          | AB2                                       |
| 75      | Virginem mire pulchritudinis | anonyme                 |                                                                       | c-e²          |                                           |
| 76      | Veni virgo | anonyme                 | 44r                                                                   | c-d²          |                                           |
| 77      | Magnificat Octavi toni | anonyme                 | 44v                                                                   | c-f²          | AB1, KM                                   |
| 78      | Veni creator spiritus, Ympnus | anonyme                 | 45r                                                                   | B-e²          | ME                                        |
| 79      | Modocomo, Bystu die rechte | Johannes Simon Hasprois | 45v                                                                   | c-e♭²         | BT                                        |
| 80      | Repeticio | anonyme                 | 46r                                                                   | c-f²          | BT                                        |
| 81      | Modocomor (Ma doulce amour) | Johannes Simon Hasprois | 46v                                                                   | c-d²          |                                           |
| 82      | Repeticio huius | anonyme                 | 47v                                                                   | c-e²          |                                           |
| 83      | Se la fatze ay pale (Se la face ay pale) | Guillaume Dufay         | 48r                                                                   | c-f²          | KM, ME                                    |
| 84      | Des meygen Zit, die (Des meyen zit die fort daher) | anonyme                 | 48v                                                                   | c-e²          |                                           |
| 85      | Min Hertz hatt lange etc. | anonyme                 | 49r                                                                   | c-f²          | RE                                        |
| 86      | Ein güt selig Jar wünsch ich dir 4or | anonyme                 | 49v                                                                   | c-f²          |                                           |
| 87      | Es für ein buer ins holtze | anonyme                 | 50r                                                                   | d-d²          |                                           |
| 88      | Ich sah ein bild in blauwer weyt | anonyme                 | 50v                                                                   | c-f²          |                                           |
| 89      | Annavasanna quarta (Une fois avant que mourir) | anonyme                 | 51r                                                                   | c-f²          | BT                                        |
| 90-91   | Annabasanna tertia | anonyme                 | 51v                                                                   | c-f²          | BT (90-91), KM (90)                       |
| 92      | Anna vasanna | anonyme                 | 52v                                                                   | c-f²          |                                           |
| 93      | Vil lieber zit uff (Une fois avant que mourir) | Johann Götz             | 53r                                                                   | c-f²          |                                           |
| 94-96   | Ellend | anonyme                 | 53v                                                                   | c-f²/f²/e²    |                                           |
| 96a     | Bonus tactus super f e d c d | anonyme                 | 55r                                                                   | c-g¹          |                                           |
| 97-98   | Waß ich begynn etc. | anonyme                 | 55v                                                                   | B-e², c-f²    | AB2                                       |
| 99      | Ich beger mit mer. M.C.P. | Conrad Paumann          | 57r                                                                   | c-f²          | RE                                        |
| 100     | Wach uff myn hort | Oswald von Wolkenstein  | 57v                                                                   | c-e♭²         |                                           |
| 101-102 | Eschlaue (Esclave a dueil) | Arnold de Lantins       |                                                                       | c-d²/e²       | BT (102)                                  |
| 103-104 | O rosa bella | John Dunstable          | 58v                                                                   | d/c-e²        | BT, ME (104)                              |
| 105     | Signit | anonyme                 | 59r                                                                   | c-e²          |                                           |
| 106     | Entrepris (Entrepris suis par grant lyesse) | Bartholomeus Brollo     | 59v                                                                   | c-b¹          | RE                                        |
| 107     | Der füterer | Ulrich Füterer          | 60r                                                                   | c-f²          |                                           |
| 108     | Die süß nachtigall | anonyme                 | 60v                                                                   | c-c²          | AB2                                       |
| 109     | Recht begirlich (Recht girlich gir mir) | anonyme                 |                                                                       | c-c²          | RE                                        |
| 110     | Boumgartner | Antonius Baumgartner    | 61r                                                                   | c-d²          | RE, AB2, Lochamer Liederbuch              |
| 111     | Creature (Creature la plus belle) | anonyme                 |                                                                       | c-e²          |                                           |
| 112     | Praeambulum super d | anonyme                 | 61v                                                                   | c-d²          | RE                                        |
| 113     | Wilhelmus Legrant | Guillaume Legrant       |                                                                       | c-d²          | RE, KM, Lochamer Liederbuch               |
| 114     | Geytes | anonyme                 |                                                                       | c-d²          |                                           |
| 115     | Ein buer gein holtze | Jacobus Viletti         | 62r                                                                   | d-e²          | RE, AB2                                   |
| 116     | Franckurgenti etc. (Franc cuer gentil) | Guillaume Dufay         | 62v                                                                   | c-d²          | BT, ME                                    |
| 117     | Vierhundert Jare | Oswald von Wolkenstein  | 62r                                                                   | c-b¹          |                                           |
| 118-119 | Mi ut re ut (Venise) | anonyme                 | 63r                                                                   | B-e²/f²       | RE, BT                                    |
| 120     | Arrogamer | anonyme                 | 65r                                                                   | c-d²          | RE                                        |
| 121     | Gragandolor (J'ay grant dolour) | Guillaume Dufay         |                                                                       | c-f²          |                                           |
| 122     | Sanssoblier (Sans oublier) | Johannes Franchois      | 65v                                                                   | c-d²          |                                           |
| 123     | Quatuons | anonyme                 | 66r                                                                   | c-b♭¹         |                                           |
| 124     | Fortune (Fortune alas) | John Bedingham          | 66v                                                                   | c-e²          | AB2                                       |
| 125     | Fates moy (Faites moy sçavoir) | anonyme                 |                                                                       | c-d²          |                                           |
| 126     | Der einen lieben bulen hatt | anonyme                 | 67r                                                                   | c-e²          |                                           |
| 127     | Mille bon Jores (Mille Bonjours) | Guillaume Dufay         | 67v                                                                   | c-c²          |                                           |
| 128     | Qui vult messite (Qui veut mesdire) | Gilles Binchois         | 68r                                                                   | c-f²          | BT                                        |
| 129-130 | Min fröud möcht sich wol meren etc. | anonyme                 | 68v                                                                   | c-d²/c²       | ME (129)                                  |
| 131-132 | Ellend ich bin Hin ist myn trost | anonyme                 | 69r                                                                   | c-f², B-e²    |                                           |
| 133-134 | Lardant desier (L'ardent desir) | anonyme                 | 70v                                                                   | c-f²          | BT, KM (133)                              |
| 135-136 | Stüblin (Languir en mille destresse) | anonyme                 | 71v                                                                   | c-f²          | BT (135-136), ME (135)                    |
| 137-139 | Con lacrime | Johannes Ciconia        | 73v                                                                   | c-e²          | Lochamer Liederbuch (139)                 |
| 140-142 | Ich bin by Ir Sie weyßt nit darumb | anonyme                 | 75v                                                                   | d-e²/f²/e♭²   | ME (141)                                  |
| 143-144 | Adyen matres belle (Adieu mes tres belles amours) | Gilles Binchois         | 77r                                                                   | c-f²          | BT (143-44), KM (144)                     |
| 145     | Luffil (Love wolle I withoute eny) | anonyme                 | 78r                                                                   | c-d²          |                                           |
| 146     | Des Klaffers nyd tüt mich myden etc. (Des klaffers neyden) | anonyme                 | 78v                                                                   | c-e²          | RE                                        |
| 147     | Gedencken mir vil senen bringt | anonyme                 | 79v                                                                   | c-f²          |                                           |
| 148     | Spyra | Conrad von Speyer       | 80r                                                                   | c- b♭¹        | RE                                        |
| 149     | Salue sancta parens etc. | anonyme                 |                                                                       | c-f²          |                                           |
| 150     | Kyrieleyson de Sancta Maria Virgine | anonyme                 | 80v                                                                   | c-c²          | KM                                        |
| 151     | Gloria de Sancta Maria Vergine (Et in terra pax) | anonyme                 | 81v                                                                   | c-f²          | AB1                                       |
| 152     | Kyrieleyson pascale | anonyme                 | 84r                                                                   | c-f²          |                                           |
| 153     | Kyrie Angelicum | anonyme                 |                                                                       | c-d²          | AB1, ME                                   |
| 154     | Christeleyson | anonyme                 |                                                                       | c-c²          | AB1, ME                                   |
| 155     | Kyrieleison [Ultimum] | anonyme                 | 84v                                                                   | c-d²          | AB1, ME                                   |
| 156     | Sanctus angelicum | anonyme                 |                                                                       | c- b♭¹        | AB1                                       |
| 157     | Kyrieleison de Apostolis [sequitur] | anonyme                 | 85r                                                                   | c-e²          |                                           |
| 158     | Sub tuam protectionem | John Dunstable          | 86r                                                                   | c-c²          | AB2                                       |
| 159-160 | Aue regina | Walter Frye             | 87r                                                                   | c-d²          | ME (159)                                  |
| 161     | Decendi Inortum micum | Plummer                 | 88r                                                                   | c-d²          |                                           |
| 162     | Johann Tonrroutt | Johannes Touront        | 88v                                                                   | G-c²          | RE                                        |
| 163     | Pange lingua gloriosi | anonyme                 | 89r                                                                   | d-d²          | AB1                                       |
| 164     | Nach diner Lieby stett mir myn synn | anonyme                 |                                                                       | A-c²          |                                           |
| 165     | Christus surrexit | anonyme                 | 89v                                                                   | c-d²          |                                           |
| 166     | Christus surrexit mala nostra texit | anonyme                 |                                                                       | c-c²          |                                           |
| 167     | Dies est Leticie In ortu regali | anonyme                 | 90r                                                                   | c-d²          | ME                                        |
| 168-170 | Jeloemors [Inicium] (Je loe amours) | Gilles Binchois         | 90v                                                                   | c-f²          |                                           |
| 171     | Sebelle anglicum (angelicum) | anonyme                 | 91v                                                                   | c-e²          |                                           |
| 172     | Ich sach ein bild | anonyme                 | 92r                                                                   | c-f²          |                                           |
| 173     | Trinck und gib mir auch | anonyme                 | 92v                                                                   | d-e²          | AB2                                       |
| 174     | Die vaßnacht bringt trurig Zit | anonyme                 |                                                                       | c-d²          |                                           |
| 175     | Wann ich betracht die vasenacht | anonyme                 | 93r                                                                   | c-c²          |                                           |
| 176     | Gantz itel truw | anonyme                 |                                                                       | c-c²          |                                           |
| 177     | Der dickel mit siner höuwerin | anonyme                 |                                                                       | c-d²          |                                           |
| 178     | Ad primum morsum | anonyme                 | 93v                                                                   | c-c²          |                                           |
| 179     | Die Ich erwelt und mir gevelt | anonyme                 | 94r                                                                   | c-e²          |                                           |
| 180     | Ob lieb din Lieb | anonyme                 | 94v                                                                   | d-a¹          |                                           |
| 181     | Min hertz In hohen fröuden | Georg de Putenheim      |                                                                       | c-d²          | RE                                        |
| 182     | Es fur ein buwer Ins holtze | anonyme                 | 95v                                                                   | c-c²          |                                           |
| 183     | Ker uber her zu mir ker her | anonyme                 |                                                                       | c-a¹          |                                           |
| 184     | Einiger trost | anonyme                 |                                                                       | B-a¹          |                                           |
| 185     | Allegalea | anonyme                 | 96r                                                                   | c-d²          | AB2                                       |
| 186     | Woluff gesell von hymnen | anonyme                 |                                                                       | c-c¹          |                                           |
| 187     | Min synn die sind mir trübt | anonyme                 | 96v                                                                   | c-e²          |                                           |
| 188     | Füren Jo myn hertz, das brindt | anonyme                 |                                                                       | c-c²          |                                           |
| 189     | Fundamentum M.C.P.C. [Incipit] Ascensus cum descensu Ad 3as Ascensus cum descensu Per 4tas / Per 5tas / Ad 6tas Aliud at 3as Redeuntes in C / D / E / F / G / A Redeuntes super C / F Bonus tactus Concordancie M.C.P.C. Per 3as ascensus et descensus Per 4tas ascensus et descensus Per 5tas ascensus et descensus Fundamentalis punctus | Conrad Paumann          | 97r 97r 99v 100r 101v 104r 105r 105v 106r                             | B-f²          | RE (97r-99r, 104r-106r)                   |
| 190     | Fundamentum [Sequitur aliud] Ascensus et Descensus Per 3as ascensus et descensus Per 4tas ascensus et descensus Per 5tas ascensus et descensus Secuntur Redeuntes in idem In idem secuntur duplices Pause / Aliomodo Pause Clausulatim Ascensus et Descensus | anonyme                 | 106v 106v 107r 107v 108r                                              | c-f²          | RE                                        |
| 191     | Praeambulum super G | anonyme                 | 108v                                                                  | c-e²          | RE                                        |
| 192     | Min lieby zart (Min Liebste zart) | anonyme                 | 109r                                                                  | c-f²          |                                           |
| 193     | Ich laß nit ab | anonyme                 |                                                                       | c-c²          | RE                                        |
| 194     | Praeambulum super C | anonyme                 |                                                                       | c-b♭¹         | RE                                        |
| 195     | Praeambulum super f | anonyme                 | 109v                                                                  | c-f²          | RE                                        |
| 196     | Adyen matres belle | Gilles Binchois         |                                                                       | c-b¹          |                                           |
| 197     | Hertz mut und all myn synn | anonyme                 | 110r                                                                  | c-e♭²         |                                           |
| 198     | Luffile (Love wolle l withoute eny) | anonyme                 |                                                                       | c-d²          |                                           |
| 199     | Vierhundert Jar uff dise erde | Oswald von Wolkenstein  | 110v                                                                  | c-b♭¹         | AB2                                       |
| 200-201 | O gloriosa domina | Paumgartner             | 111r                                                                  | c-c²/b♭¹      | AB2 (201)                                 |
| 202     | Jeloemors (Je loe amours) | Gilles Binchois         | 111v                                                                  | c-e²          | ME                                        |
| 203     | Ein fröulin edel von natuer (Ein vrouleen edel von naturen) | anonyme                 | 112v                                                                  | d-d²          | RE                                        |
| 204     | Biß wolgemüt trüt liebstes fröulin | anonyme                 |                                                                       | c-c²          |                                           |
| 205     | Was ich begynn 6 sive 12 notarum | anonyme                 | 113r                                                                  | c-f²          |                                           |
| 206     | Praeambulum super C [Sequitur] | anonyme                 | 114r                                                                  | c-c²          | RE                                        |
| 207-209 | Waß ich begynn | anonyme                 |                                                                       | c-f²/f²/d²    |                                           |
| 210     | Praeambulum super f | anonyme                 | 116v                                                                  | c-f²          | RE                                        |
| 211     | O regina glorie | anonyme                 | 117r                                                                  | c-c²          |                                           |
| 212     | My ut re ut E c d c | anonyme                 |                                                                       | c-f²          | RE                                        |
| 213     | Des meyen zit die fört daher (Des meygen zit) | anonyme                 | 117v                                                                  | c-d²          |                                           |
| 214     | Mit gantzem willen etc. | anonyme                 | 118r                                                                  | c-c²          | AB2                                       |
| 215     | Möcht mich gedencken bringen dahin | anonyme                 | 118v                                                                  | d-d²          |                                           |
| 216     | Praeambulum super C | anonyme                 | 119r                                                                  | c-c²          | RE                                        |
| 217     | Vil lieber zit (Une fois avant que mourir) | Johann Götz             |                                                                       | c-c²          | ME                                        |
| 218     | Wach uff myn Hört etc. (Wach auff mein hort) | Oswald von Wolkenstein  | 119v                                                                  | c-d²          | AB2, ME                                   |
| 219     | Wollhin laß vögelin sorgen | anonyme                 | 120r                                                                  | c-c²          |                                           |
| 220     | Lieblich vernüwet | anonyme                 |                                                                       | c-c²          |                                           |
| 221     | Lieb ist aller welt ist ein meinsterinne | anonyme                 |                                                                       | d-d²          |                                           |
| 222     | Patrem omnipotentem | anonyme                 | 120v                                                                  | d-e²          |                                           |
| 223     | Losa Hennßlin etc. [Sequitur] | anonyme                 |                                                                       | c-b♭¹         |                                           |
| 224     | Benedicite (Allmächtig Got herr Jhesu Christ) | Mönch von Salzburg      | 121r                                                                  | c-f²          |                                           |
| 225     | O Intemerata virginitas | anonyme                 | 122r                                                                  | c-e²          | AB2                                       |
| 226     | Leuseruituer (Le serviteur) | Guillaume Dufay         | 122v                                                                  | c-c²          |                                           |
| 227     | Bekenne myn klag die mir an lyt | anonyme                 | 123r                                                                  | B-d²          |                                           |
| 228     | Pulcherrima de Virgine | anonyme                 |                                                                       | c-c²          | AB2                                       |
| 229     | Sig held und heil | anonyme                 | 123v                                                                  | c-d²          |                                           |
| 230     | (Wollhin Laß Vögelin Sorgen), | anonyme                 | 124r                                                                  | c-c²          |                                           |
| 231     | Fundamentum organizandi Ascensus simplex et Descensus Ascensus per 3as et Descensus Ascensus per 5tas et Descensus Sequuntur Clausule in ut Redeuntes in idem | anonyme                 | 124v 124v 125r 125v 127v                                              | B♭-f²         | KM (Redeuntes in idem)                    |
| 232     | Praeambulum super C Ascensus simplex et Descensus Ascensus per 3as et Descensus Ascensus per 4as et Descensus Secuntur clausule in ut Sequuntur redeuntes in idem Secuntur clausule in Re Redeuntes in idem | anonyme                 | 128v 129r 129v 131r 133v                                              | B♭-f²         | RE, KM (Praeambulum)                      |
| 232a    | Praeambulum super D Sequitur Re de altera mensura Redeuntes in idem Incipiunt clausule super E Redeuntes in mi | anonyme                 | 134r 134v 135v 137r                                                   | c-d²          |                                           |
| 233     | Praeambulum super mi Secuntur clausule in mi Redeuntes in idem mi Ascensus simplex et Descensus Clausule super fa Redeuntes in fa | anonyme                 | 137v 137v 138r 138v 139r 139v                                         | B♭-f²         | KM (Praeambulum)                          |
| 234     | Praeambulum super f Sequuntur Clausule super sol Redeuntes in sol Clausule super la Redeuntes in la | anonyme                 | 139v 140r 140v 141r                                                   | B♭-f²         | RE, KM (Praeambulum) KM (Redeuntes in la) |
| 235     | Praeambulum super f Cursus super c / f / d | anonyme                 | 141v 142r                                                             | B-f²          |                                           |
| 236     | Fundamentum M.C.P.C. [Sequitur] Ascensus simplex et Descensus Sequitur ut / Re / mi / fa / sol / la Redeuntes super ut et fa Redeuntes in d et a Redeuntes super e / g / g Ascensus simplex et Descensus Sequitur ut / Redeuntes in ut Sequitur Re / Redeuntes in Re Sequitur mi / Redeuntes in mi Ascensus simplex et Descensus Sequitur ut / Redeuntes in ut Sequitur Re / Redeuntes in Re Sequitur mi / Redeuntes in mi Sequitur fa / Redeuntes in fa Sequitur sol / Redeuntes in sol Sequitur la / Redeuntes in La | Conrad Paumann          | 142v 142v 143r 145r 145v 147v 148v 149v 150r 151v 153r 154r 155v 156v | c-f²          | RE (extraits)                             |
| 237     | Wunschlichen schön | anonyme                 | 157v                                                                  | c-d²          | RE                                        |
| 238     | Eß ist vor als gewesen Scherz | anonyme                 | 158r                                                                  | B♭-d²         |                                           |
| 238a    | (Ave Regina coelorum), | anonyme                 |                                                                       | c-f²          |                                           |
| 239     | (J'ay pris amours a ma devise) | anonyme                 | 159r                                                                  | c-d²          | BT, KM                                    |
| 240     | Praeambulum super sol | anonyme                 | 159v                                                                  | c-d²          |                                           |
| 241     | Praeambulum super Re | anonyme                 |                                                                       | c-c²          |                                           |
| 242     | (Kyrieleyson Angelicum), | anonyme                 |                                                                       | c-e²          |                                           |
| 243     | (Sig seld und heil), | anonyme                 | 160r                                                                  | c-e²          |                                           |
| 244     | (Praeambulum super F) | anonyme                 |                                                                       | c-b♭¹         |                                           |
| 245     | (Nous amis vous abusez) | anonyme                 | 160v                                                                  | c-d²          |                                           |
| 246     | (Seh in mein herz), | anonyme                 |                                                                       | B♭-d²         |                                           |
| 247     | Die wie lang | anonyme                 | 161r                                                                  | c-f²          |                                           |
| 248     | Magnificat 8 toni | anonyme                 |                                                                       | c-c²          |                                           |
| 249     | Seyd ich dich hertzlieb | anonyme                 | 161v                                                                  | B♭-f²         | AB2                                       |
| 249a    | (Zu aller zeit), | W. Ruslein              |                                                                       | B-f²          | AB2                                       |
| 250     | Salue Radix Josophanie | anonyme                 | 162r                                                                  | c-c²          |                                           |
| 251     | Kyrie Angelicum | anonyme                 | 162v                                                                  | c-d²          |                                           |
| 252     | Tant apart (Tout a par moy) | Walter Frye             | 163v                                                                  | B♭-e♭²        | BT                                        |
| 253     | [...] | anonyme                 | 164r                                                                  | c-f²          |                                           |
| 254     | [...] | anonyme                 |                                                                       | c-f²          |                                           |
| 255     | Se la phase pale (Se la face ay pale) | Guillaume Dufay         | 164v                                                                  | c-f²          | BT, KM                                    |
| 256     | Lesovenir (Le Souvenir de vous me tue) | Robert Morton           | 165r                                                                  | c-f²          | BT                                        |
| 256a    | Asoreolgo (O gloriosa regina) | Johannes Touront        | 167r                                                                  |               | non transcrit par B.A.Wallner             |
| 256b    | Ave regina | anonyme                 | 167v                                                                  | c-f²          |                                           |
| 256c    | [...] | anonyme                 | 168r                                                                  | g-d²          |                                           |

## Éditions modernes
- (de) Robert Eitner, Das Buxheimer Orgelbuch, Leipzig, Breitkopf & Härtel, 1887(50 pièces)
- (de) Bertha Antonia Wallner, Das Buxheimer Orgelbuch, Cassel, Bärenreiter, 1958-59
- (de) Alan Booth, Buxheimer Orgelbuch, Hinrichsen Edition, 1959-1960(31 pièces)
- (en) Bernard Thomas, Music from the Buxheim Organ Book : Chansons intabulations and "basse danse" settings, London Pro Musica Edition, 1981 (lire en ligne)(27 pièces)
- (en) Kimberly Marshall, Historical Organ Techniques and Repertoire, Volume 3 : Late-Medieval Before 1460, Wayne Leupold Editions, 1998(16 pièces)
- (en) Dick Hoban et Sean Smith, Masters of Polyphony Vol. 1/3, A Survey of 15th Century Music for Renaissance Lute / The Music of Conrad Paumann and his world, part one, transcriptions pour luth, Lyre Music Publications
- (en) Martin Erhardt, Das Buxheimer Tabulaturbuch, Édition Walhall, 2020(27 pièces)

## Discographie
- Buxheimer Orgelbuch - Ton Koopman, orgue du triforium de la cathédrale de Metz (octobre 1982, Astrée / Auvidis E7743) (OCLC 23839097)
- Buxheimer Orgelbuch, vol. 1 - Joseph Payne, orgue O. Metzler & Söhne (1982) de la Cathédrale de Berne (avril 1995, Naxos 8.553 466) (OCLC 35847953)
- Buxheimer Orgelbuch, vol. 2 - Joseph Payne, orgue de la Emmaus-Kapelle, Hatzfeld (avril 1995, Naxos 8.553 467) (OCLC 163426107)
- Buxheimer Orgelbuch, vol. 3 - Joseph Payne, orgue du Southern College of 7th-Day Adventists, Tennessee (mai 1995, Naxos 8.553 468) (OCLC 934479146)
- Vox Organalis - Joseph Payne, orgue de l'église de Krewerd, orgue de chœur de l'église de Güstrow (septembre 1997, Koch International « Discover » DICD 920 593) (OCLC 942440853)
- Von edler Art - Corina Marti, clavicytherium ; Michal Gondko, luth, guiterne (2008, Ramée RAM-802) (OCLC 884343079)
- Meyster ob allen Meystern, Conrad Paumann et l'école de clavier allemande du XVe siècle - Ensemble Tasto Solo : orgue, organetto, harpe, clavicymbalum (février 2008, Passacaille / Musica Vera PAS950) (OCLC 472719536)
- Buxheimer Orgelbuch - Joseph Kelemenn, orgue de St. Andreaskirche, Soest-Ostönnen et orgue Ebert de la Hofkirche d'Innsbruck (5-6 novembre 2008 et 22-23 août 2009, Oehms Classics) (OCLC 857591113)
- Le chant de l'échiquier, chansons de Binchois & Dufay dans le codex de Buxheim - Ensemble Tasto Solo, organetto, harpes, vièles, clavicymbala (août 2014, Passacaille PAS1012) (OCLC 918598187)